# Lenka Chytilová
Lenka Chytilová (Hradec Králové, 1952. május 11. –) cseh költő és műfordító.

## Élete
Orvoscsaládból származik. 1964-től 1970-ig szülővárosában a J. K. Tyl Gimnáziumba járt. Ezt követően cseh és német nyelvet tanult a brnói Masaryk Egyetemen, 1975-ben szerzett diplomát. 1975 és 1989 között a Hradec Královéban a Kruh Kiadóban szerkesztőként alkalmazták. Mivel aláírta a Charta ’77 petícióját, ezért 1989-ben megfosztották szerkesztői pozíciójától. Rövid ideig a Bystré u Poličky-i Szociális Gondozási Intézetben dolgozott, de 1990-ben visszatért a Kruh Kiadóhoz (1992-ig). Utána a prágai Ivo Železný Kiadónál dolgozott, majd cseh nyelvet és irodalmat tanított 2011-ig a J. K. Tyl Gimnáziumban. Tagja a cseh Írók Közösségének és a cseh PEN Clubnak.

## Munkássága
Az 1960-as évek végén kezdett el verseket közzétenni a Pochodeň helyi újságban. A következő két évtizedben a Mladý svět, a Literární měsíčník és a Mladá fronta, majd később a Literární noviny folyóiratokban publikált. 1977-ben a Kruh kiadta első verseit. Ezek szerelmes versek voltak. Ezt követte a Třetí planeta (A harmadik bolygó) és a Proč racek přemýšlí kötete. Chytilová modern, reflektív költő, aki az eredetiségre törekszik. A szavak hangalakjával és etimológiai kapcsolatukkal játszik.
Az 1990-es években más szerzők alkotásait fordította, többek között Henry Seymour, Martin Eisele, Brigitte Huber és Charlotte Lamb műveit.

## Művei
- Dopisy (1977) Betűk
- Třetí planeta (1979) A harmadik bolygó
- Proč racek přemýšlí (1984) Miért gondolja a Sirály
- Průsvitný Sisyfos (1988) Áttetsző Sziszüphosz
- Nebe nadoraz (1995) A mennyország jön

## Fordítás
- Ez a szócikk részben vagy egészben  a   Lenka Chytilová című cseh Wikipédia-szócikk ezen változatának fordításán alapul.  Az eredeti cikk szerkesztőit annak laptörténete sorolja fel. Ez a jelzés csupán a megfogalmazás eredetét és a szerzői jogokat jelzi, nem szolgál a cikkben szereplő információk forrásmegjelöléseként.